# 小樽地区社会人サッカーリーグ
小樽地区社会人サッカーリーグ（おたるちくしゃかいじんサッカーリーグ）とは、全国の各都道府県にあるサッカーの都道府県リーグの下部の支部リーグのひとつ。北海道小樽地区のクラブチームが参加するリーグである。

## 概要・レギュレーション
2022年度の小樽地区社会人サッカーリーグは1部構成の1回戦総当たり方式となっている。

道央・道北ブロックリーグからの降格やチームの新規参入、解散などによってチーム数が増減する。

## 参加クラブ（2022年）
- レッドパンサー
- 小樽市役所FC
- FCソレイユ
- 赤井川FC
- 倶知安FC

出典 : 